# Россыпное (Воронежская область)
Россыпно́е — село в Калачеевском районе Воронежской области.
Входит в состав Россыпнянского сельского поселения.

## Население
| 1859 | 1897 | 2010 |
| ---- | ---- | ---- |
| 571  | ↗625 | ↘122 |

## Улицы
| - пер. Калинина, - ул. Кирова, - ул. Ленина, | - ул. Нижняя, - ул. Чапаева, - ул. Щорса. |